# Leava

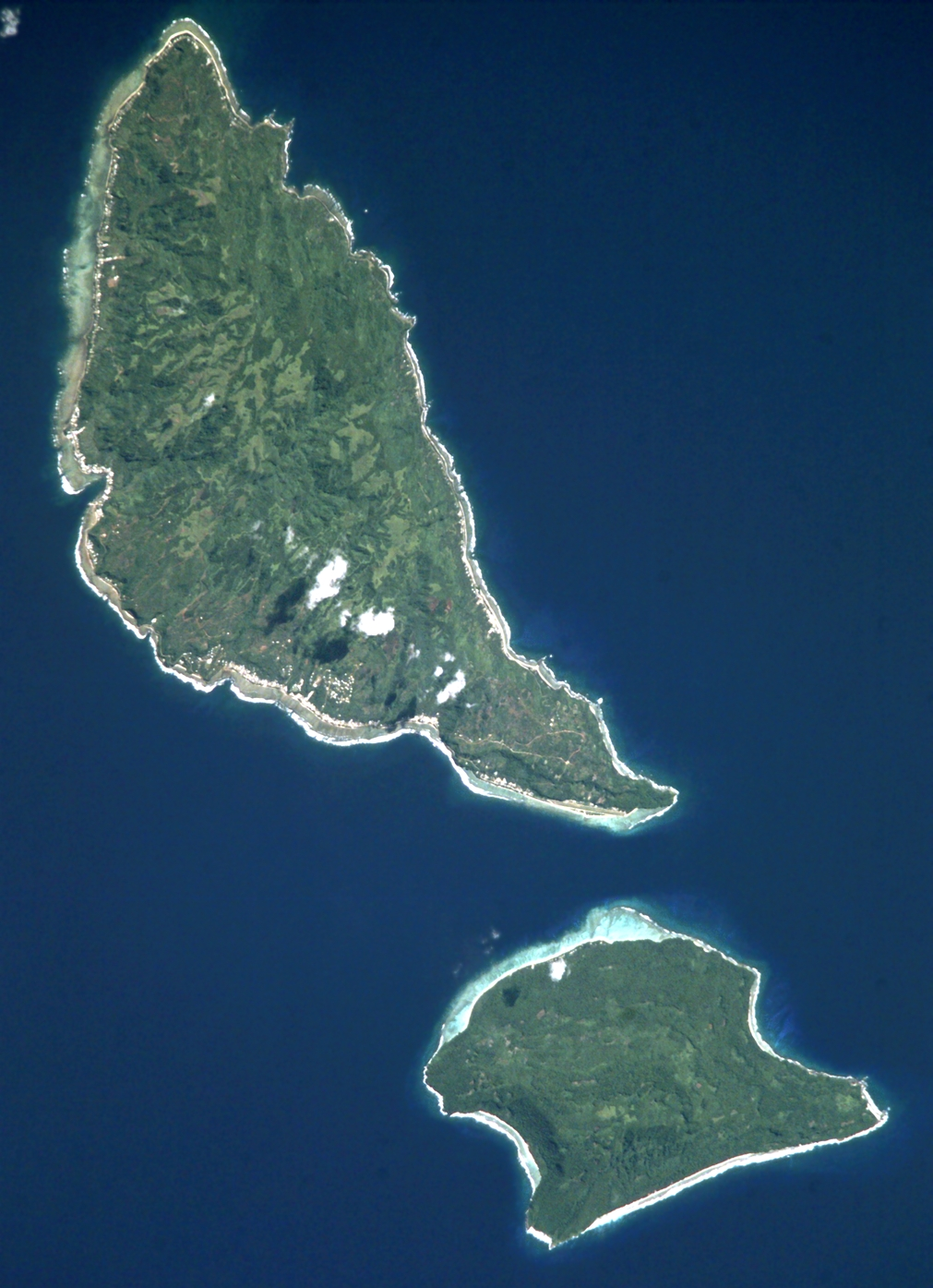
Satellitbild över Futunaön (överst).

Leava är en ort på Hoornöarna i det franska territoriet (France d'outre-mer) Wallis- och Futunaöarna i Stilla havet, staden är huvudort i circonscription (distriktet) Sigave.

## Staden
Leava är huvudort i distriktet och det lokala kungadömet Sigave (franska Royaume coutumiers de Sigave) och ligger vid den södra kusten på Futunaön västra del.
Staden har endast cirka 350 invånare och är den största orten i kungadömet, hela distriktet har cirka 1 500 invånare.
Här finns förutom några förvaltningsbyggnader bland annat även industribyggnader vid hamnen och ett bibliotek.
Cirka 10 km öster om Leava ligger öns flygplats Futuna Island Airport/Pointe Vele Airport (flygplatskod "FUT"). Utanför Leava ligger viken Singave Bay.

## Historia
Kungadömet Sigave grundades ca 1784 och monarken kallas Tu`i sigave (kung). Åren 1839 - 1841 ockuperade hela Sigave av grannriket Alo.